# Hedengrens bokhandel

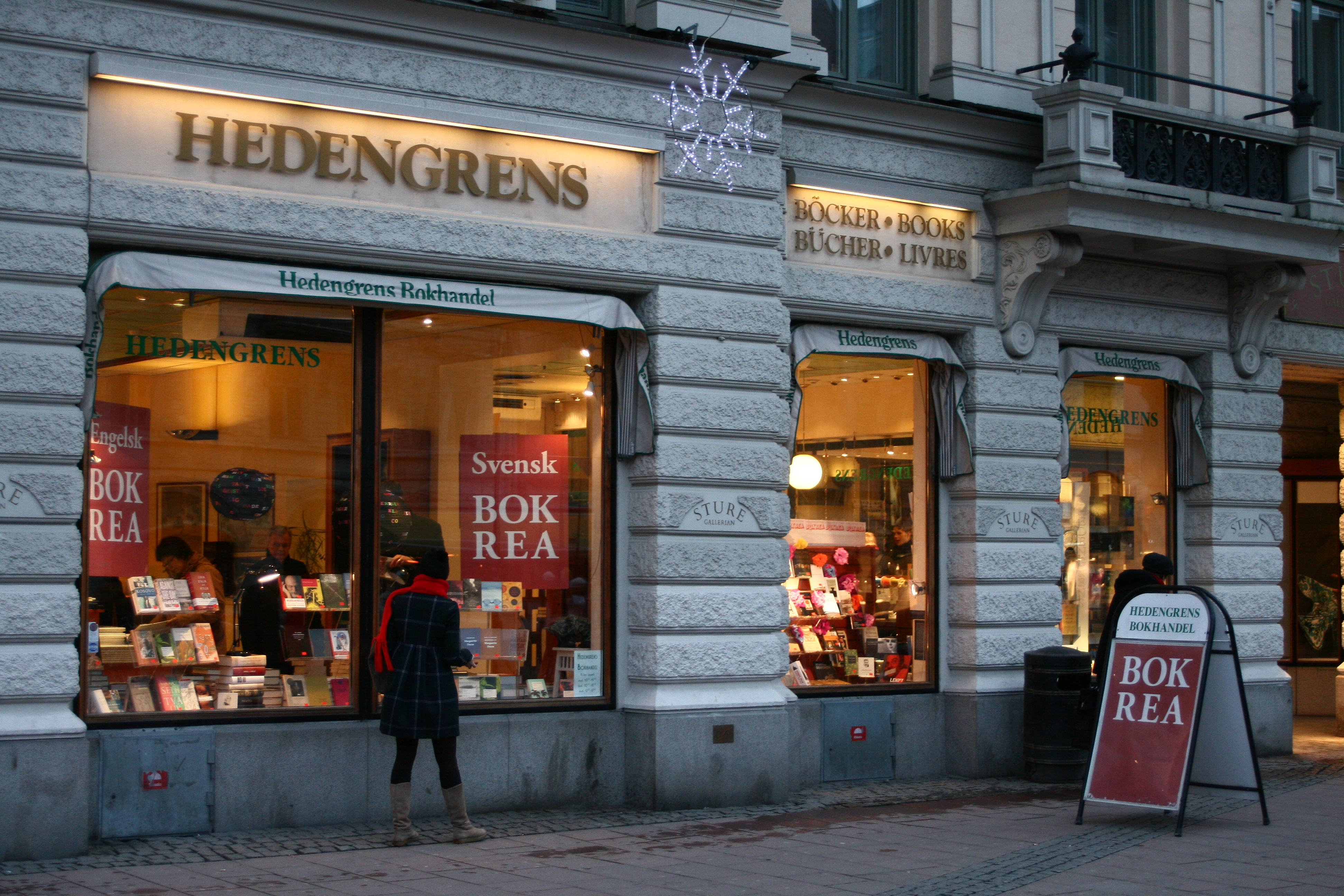
Hedengrens skyltfönster under bokrean 2009

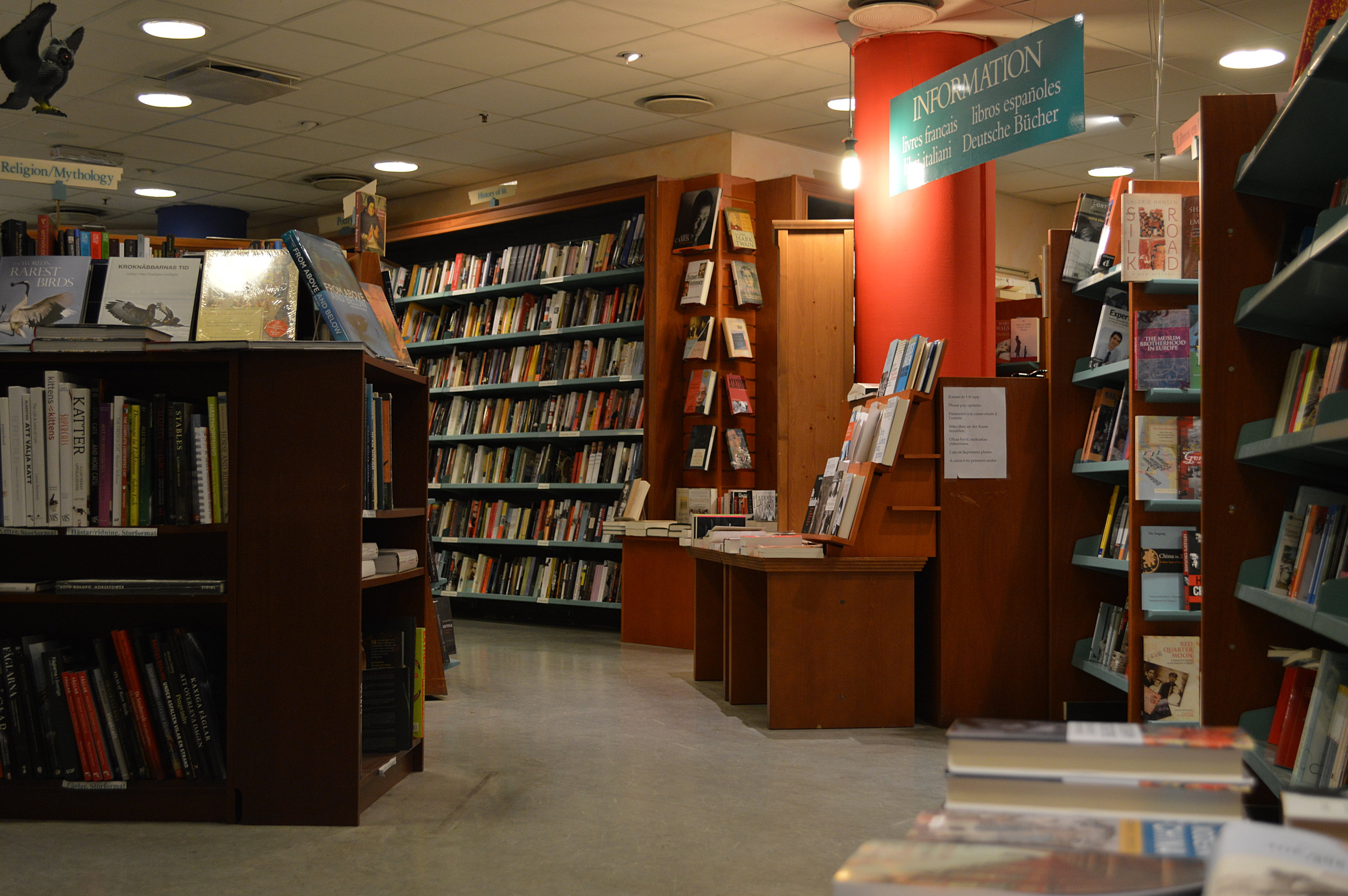
Interiörbild från den internationella avdelningen i den undre våningen i Hedengrens bokhandel.

Hedengrens Bokhandel är en bokhandel grundad 1897, belägen i Sturegallerian vid Stureplan 4 i Stockholm. Bokhandeln tillhandahåller omkring 45 000 titlar i butik på nio olika språk. 2015 hade verksamheten 11 anställda och omsatte 20 miljoner kronor.

## Historik

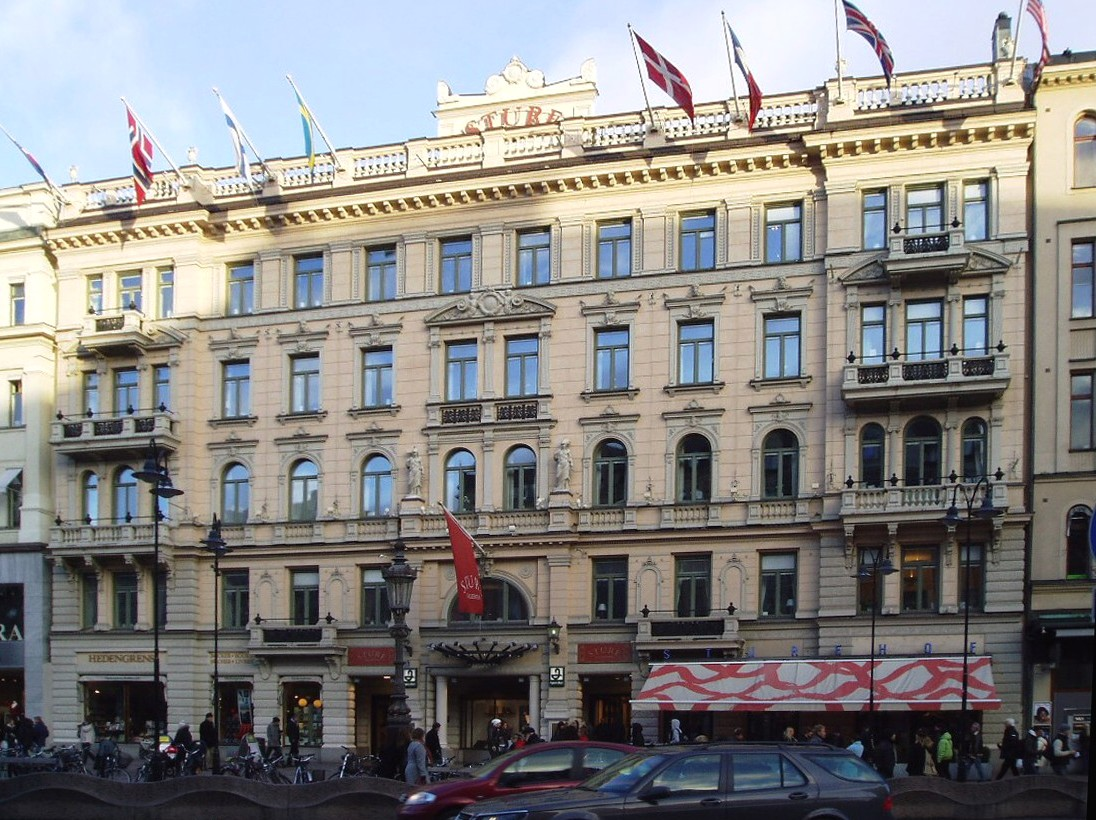
Hedengrens bokhandel låg i nuvarande Restaurang Sturehofs lokaler från 1897-1935.

Från 1878 innehade bokhandlaren Isak Mauritz Göthe (1851–1918) en egen bok- och pappershandel på Drottninggatan i Stockholm. Han var ägare till en huvudbutik på Drottninggatan som byggdes ut med filialer på Dalarö och i Trosa.
År 1897 öppnade en filial vid Stureplan. År 1918 övertog en av de anställda hos Göthes, Hjalmar Hedengren (1886-1937), bokhandeln på Stureplan. Han gav bokhandeln dess nuvarande namn. Då låg bokhandeln i nuvarande Restaurang Sturehofs lokaler, där den låg fram till 1935 då den flyttades den till andra sidan av samma hus. Hjalmar Hedengren drev butiken i 10 års tid tillsammans med sin hustru Elsa Edin (född 1889). Hjalmar Hedengren avled 1937 och efter makens död sålde hon affären 1938 till Gunnar Stålfors. Elsa Hedengren stannade kvar som anställd till 1959, då  hon var 70 år.
Gunnar Stålfors utvidgade butiken och i gatuplanet närmast gatan fanns svenska bokavdelningen, sedan pappersavdelningen och längst in den utländska avdelningen med böcker på engelska, tyska och franska. Fram till 1960-talet förblev det en bok- och pappershandel. Hedengrens blev enbart bokhandel först efter att den nya pocketbokvågen krävde plats i butiken.
På 1960- och 1970-talen låg utländska avdelningen en trappa upp. Bokhandeln låg i gatuplanet och därunder låg källaren med både lager och gamla böcker i travar. 1972 övertog Gunnar Kumlin bokhandel och drev den i 13 år. Under en ombyggnadstid av lokalerna i slutet av 1980-talet låg bokhandeln i tidigare Nordiska Bokhandelns lokaler på Kungsgatan.
Den nya Sturegallerian invigdes den 15 mars 1989. Den 5 mars 1997, då Hedengrens bokhandel fyllde 100 år, utnämnde tidningen Expressen Hedengrens till Sveriges bästa bokhandel alla kategorier.